# Accident d'un Antonov An-12 à Pointe-Noire
Le 21 mars 2011, un Antonov An-12 de la compagnie aérienne TAC Trans Air Congo, immatriculé TN-AGK, s'est écrasé à l'approche de l'Aéroport international de Pointe-Noire Agostinho Néto, en République du Congo. 23 personnes ont été tuées ; tous les quatre membres de l'équipage et 19 autres au sol. L'aéronef en cause avait été répertorié comme "pas en état de navigabilité" en 2006 par l'OACI.
Cette castatrophe aérienne figure parmi celles ayant fait le plus de victimes en zone habitée ces dix dernières années.

## Chronologie du vol
L'accident s'est produit le 21 mars 2011 à 15:30 heures, heure locale (14:30 UTC),, lorsqu'un avion cargo de la compagnie aérienne Trans Air Congo, précédemment déclaré "pas en état de navigabilité" [2], s'est écrasé lors d'un vol régulier dans l'arrondissement de Mvoumvou à Pointe-Noire. [3] Bien qu'aucun METAR ne soit disponible à l'aéroport de Pointe-noire, les conditions météorologiques étaient bonnes, avec des températures de 31 °C, QNH 1011 hPa tombant à 1 007 hPa et des vents d'est à sud-ouest entre 4 et 12 nœuds (7,4 et 22,2 km/h).
Le vol avait été autorisé à atterrir à l'aéroport de Pointe-Noire et était en approche de la piste lorsque l'accident s'est produit. Selon l'ambassade de Russie, le vol avait tenté, sans succès, un amerrissage d'urgence dans l'océan Atlantique.
Quatre membres d'équipage se trouvaient à bord. On a d'abord signalé que cinq passagers «illégaux» s'y trouvaient également, mais cela n'a pas été confirmé par la suite; l'utilisation de l'Antonov An-12 pour transporter des passagers étant interdite en République du Congo. L'avion presqu' à vide, ne transportait que 750 kg de viande de bœuf
Il y a eu des déclarations contradictoires sur le nombre de morts et de blessés, avec des chiffres de 16, 17, et 19 rapportés.
Le 23 mars, le maire de Pointe-Noire, Roland Bouiti-Viaudo, a déclaré que 23 corps avaient été sortis des décombres à ce jour. Le nombre de blessés était de 14. L'Agence nationale de l'aviation civile du Congo (ANAC) a publié une mise à jour indiquant que seulement quatre membres d'équipage étaient à bord de l'aéronef. Ils ont été tués sur le coup, comme l'ont été les 19 victimes au sol, en zone habitée, dans les quartiers populaires de Kitoko Daniel et Roy. À cela s'ajoute une douzaine de maisons détruites ainsi que le violent incendie qui s'est ensuivi.
Une vidéo amateur montre l'appareil virer de tribord puis, simultanément, piquer du nez vers le sol, jusqu’à se retrouver sur le dos. Les deux moteurs de port produisaient d'importantes quantités de fumée. La fumée d'échappement produite par les moteurs semblait normale, ce qui met en évidence l'absence d'échappement de la paire tribord de moteurs. Si deux des moteurs de l'avion n'étaient pas opérationnels, une quantité importante de poussée asymétrique serait générée, susceptible de permettre à un aéronef de rouler à moins d'être correctement réparés. La vidéo montre aussi clairement l'avion en configuration d'atterrissage, les volets et le train d'atterrissage étant sortis. Une panne des deux moteurs sur une aile pour ce type d'aéronef peut empêcher le bon fonctionnement de la gouverne de direction de l'avion afin de contrebalancer la poussée asymétrique.

## Investigations
Un comité mixte fut créé par le gouvernement congolais pour enquêter sur l'accident. Les membres du comité comprennent des membres du gouvernement, de la police et des représentants de l'industrie aéronautique de la République du Congo.